# Сакки, Терхо
Те́рхо Са́кки (15 октября 1930, Выборгский район, Финляндия — 24 октября 1997, Хювинкяа, Финляндия) — финский скульптор, профессор (1982), награждённый высшей государственной наградой Финляндии для деятелей искусства — медалью «Pro Finlandia» (1971).

## Биография
Родился 15 октября 1930 года близ Выборга, в Финляндии.
С 1952 по 1954 годы учился в Художественно-промышленном училище, а с 1954 по 1957 годы продолжал учёбу в школе при Академии художеств Финляндии. В 1957 году его произведения впервые были представлены зрителям на выставке в Хельсинки.
С 1966 по 1978 годы скульптор преподавал в Художественной школе в Хювинкяа, а с 1980 по 1981 годы — в Художественной школе Лахти. В 1971 году художник был награждён высшей государственной наградой Финляндии для деятелей искусства — медалью Pro Finlandia, а в 1979 году организация Suomen Mitalitaiteen Killa наградила его медалью за отличие. В 1982 году художнику присвоено звание профессора.
Скончался 24 октября 1997 года в Хювинкяа.

## Творчество
Скульптуры ходожника установлены во многих городах и населённых пунктах Финляндии: в том числе «Огни племён» (1965) в Сейняйоки, «Поднимающаяся дуга» (1966) в Раямяки, «Бурун» (1969) в Хювинкяа, «Калевала» (1973) в Тампере, «Факел» (1976) в Турку. Памятник «Музы» (1985), посвящённый творчеству В. А. Коскенниеми, — в Оулу. Монумент «Костамукша» (1985) установлен в городе Костомукша, на территории тогдашнего Советского Союза.
Скульптура в честь победителя двух олимпийских игр (1972 и 1976), бегуна Лассе Вирена (1994) была установлена в Хельсинки, а памятник нобелевскому лауреату химику А. И. Виртанену (1995) — в Питяйянмяки. Скульптор является автором более ста медалей, наиболее известные из которых — юбилейные медали в честь Независимости Финляндии, изготовленные в 1967, 1977 и 1992 годах.